# Civilization VI
Sid Meier's Civilization VI (även Civilization 6) är ett datorspel i genren turordningsbaserad strategi. Datorspelet utvecklades av Firaxis Games och gavs ut av 2K Games. Spelets existens meddelades den 11 maj 2016 och det gavs ut 21 oktober 2016. Det har släppts sex DLC samt expansionspaketen Rise and Fall och Gathering Storm.

## Sverige
I expansionen Civilization VI: Gathering Storm är Sverige en spelbar civlisation. Sveriges ledare är drottning Kristina om kallas för "Minerva of the North" och har som citat "Glädje ligger ej i andras opinioner". Likaså kan hon skicka delegationer med lingonsylt, sill, knäckebröd och bandyklubbor. Sveriges unika byggnad är Drottningens bibliotek kallad "Queen's Bibliotheque" och Sverige har Skansen som en unik improvement kallad "Open-Air Museum".

## Musik
Huvudtemat Songo di Volare är komponerad av Christopher Tin som även komponerade musiken till Civilization IV. Texten är en modern italiensk adaptering av Leonardo da Vincis anteckningar om att flyga. Geoff Knorr och Phill Boucher framför bland annat en version av "Helan går", "Slängpolska efter Byss-Calle" samt "Polska efter Pelle-Fors i olika versioner beroende på vilken tidsålder som råder i spelet så som "The Atomic Era Sweden". Då en del av musiken spelades in under Covid pandemin var Knorr tvungen att spela in delar av musiken på distans. Till exempel blev Knorr tvungen att stänga in en inspelningsresa till Minnesota och fick istället skicka inspelningsutrustning till musikerna på plats som fick spela in det utan honom. Han fick även hjälpa dem på distans att sätta upp inspelningsutrusningen. Knorr samarbetade med en mängd musiker från olika folkgrupper för att fånga varje civilisations musikaliska profil. Exempelvis samarbetade denne med Poundmaker Singers som är ett band från creestammen vars medlemmar innehåller flera personer med släktband till ledaren Poundmaker som också är en spelbar ledare i spelet.

### Fotnoter
1. ↑  Internet Movie Database, läs online, läst: 4 oktober 2017.[källa från Wikidata]
2. ↑  läs online, thegameawards.com .[källa från Wikidata]
3. 1 2  Mattias Frost (11 maj 2016). ”Civilization VI utannonserat – släpps i höst!” (på engelska). FC Z. http://www.fz.se/artiklar/nyheter/20160511/civilization-vi-utannonserat-slapps-i-host. Läst 20 oktober 2016.
4. ↑  ”Downloadable Content for Sid Meier’s Civilization VI” (på engelska). Steam. http://store.steampowered.com/dlc/289070/. Läst 14 februari 2018.
5. ↑  ”Kristina (Civ6)” (på engelska). Civilization Wiki. https://civilization.fandom.com/wiki/Kristina_(Civ6). Läst 8 november 2023.
6. ↑  ”Christopher Tin - Sogno di Volare”. christophertin.com. Arkiverad från originalet den 8 november 2023. https://web.archive.org/web/20231108085655/https://christophertin.com/sheetmusic/sognodivolare.html. Läst 8 november 2023.
7. ↑  ”Soundtrack (Civ6)” (på engelska). Civilization Wiki. https://civilization.fandom.com/wiki/Soundtrack_(Civ6). Läst 8 november 2023.
8. ↑  ”The Atomic Era (Sweden)”. https://www.youtube.com/watch?v=6D60OC5pG1Q. Läst 8 november 2023.
9. ↑  TheCivShow (8 april 2021). ”How Geoff Knorr Creates the Civilization VI Soundtrack”. https://www.youtube.com/watch?v=oTO8kXSPIo8. Läst 8 november 2024.
10. ↑  ”Geoff Knorr, Composers inlägg”. https://www.facebook.com/GeoffKnorr/posts/finding-performers-for-each-of-the-civs-in-civ-vi-is-always-a-challenge-for-the-/1932434250118609/. Läst 8 november 2024.